# Greenwood (Maine)
Greenwood és una població dels Estats Units a l'estat de Maine (EUA). Segons el cens del 2000 tenia 802 habitants.

## Demografia
Segons el cens del 2000, Greenwood tenia 802 habitants, 320 habitatges, i 226 famílies. La densitat de població era de 7,4 habitants/km².
Dels 320 habitatges en un 31,3% hi vivien nens de menys de 18 anys, en un 58,8% hi vivien parelles casades, en un 8,1% dones solteres, i en un 29,1% no eren unitats familiars. En el 20,6% dels habitatges hi vivien persones soles el 8,8% de les quals corresponia a persones de 65 anys o més que vivien soles. El nombre mitjà de persones vivint en cada habitatge era de 2,51 i el nombre mitjà de persones que vivien en cada família era de 2,93.
Per edats la població es repartia de la següent manera: un 25,6% tenia menys de 18 anys, un 5,9% entre 18 i 24, un 27,1% entre 25 i 44, un 27,4% de 45 a 60 i un 14,1% 65 anys o més.
L'edat mediana era de 39 anys. Per cada 100 dones de 18 o més anys hi havia 87,7 homes.
La renda mediana per habitatge era de 38.750 $ i la renda mediana per família de 41.458 $. Els homes tenien una renda mediana de 34.554 $ mentre que les dones 23.750 $. La renda per capita de la població era de 22.143 $. Entorn del 4,3% de les famílies i el 7,3% de la població estaven per davall del llindar de pobresa.